# 19691 Iwate
19691 Iwate este un asteroid din centura principală de asteroizi.

## Descriere
19691 Iwate este un asteroid din centura principală de asteroizi. A fost descoperit pe 5 septembrie 1999 la Stația Anderson Mesa în cadrul programului LONEOS. Asteroidul prezintă o orbită caracterizată de o semiaxă mare de 2,74 ua, o excentricitate de 0,06 și o înclinație de 5,5° în raport cu ecliptica.